# Passo di Pennes
Le passo di Pennes, aussi appelé col de Pennes (Penserjoch en allemand), est un col des Alpes sarentines s'élevant à 2 215 mètres d'altitude, situé dans le Trentin-Haut-Adige, dans le nord-est de l'Italie. Il relie Bolzano, dans le Haut-Adige, à la ville de Vipiteno, qui mène elle-même à Innsbruck, en Autriche. La qualité de sa route et de ses virages est appréciée par les motards.